# Giacomo Cirulli

Bischofswappen von Giacomo Cirulli

Giacomo Cirulli (* 25. September 1952 in Cerignola, Provinz Foggia) ist ein italienischer Geistlicher und römisch-katholischer Bischof von Teano-Calvi, Alife-Caiazzo sowie Sessa Aurunca.

## Leben
Giacomo Cirulli erwarb 1981 an der Universität Neapel Federico II einen Abschluss in den Fächern Medizin und Chirurgie. Anschließend wurde er Alumne des Almo Collegio Capranica in Rom und studierte Philosophie und Katholische Theologie an der Päpstlichen Universität Gregoriana. Cirulli empfing am 7. Dezember 1982 das Sakrament der Priesterweihe für das Bistum Cerignola-Ascoli Satriano. Er erwarb 1984 am Päpstlichen Bibelinstitut ein Lizenziat im Fach Biblische Exegese.
1984 wurde Giacomo Cirulli Pfarrer der Pfarrei Sant’Antonio di Padova in Cerignola. Zudem war er seit 1988 Direktor des diözesanen Caritasverbandes und von 1994 bis 1996 Delegat für die Caritas in der Kirchenregion Apulien. Daneben war Cirulli von 1985 bis 1991 als Religionslehrer in Cerignola tätig sowie von 1992 bis 1996 Direktor des Verbandes der katholischen Mediziner. Von 1996 bis 2001 war er Regens des Priesterseminars des Bistums Cerignola-Ascoli Satriano sowie Bischofsvikar für die Fortbildung des Klerus und Verantwortlicher für die Berufungspastoral. Ferner war Cirulli von 1998 bis 2001 Mitglied des Konsultorenkollegiums und des Bischofsrates. Außerdem war er von 1994 bis 2004 Vorsitzender des Verwaltungsrates des diözesanen Erholungshauses Solimine in Cerignola.
2001 wurde Giacomo Cirulli Pfarrer der Pfarrei Beata Vergine Maria Addolorata in Orta Nova, Dechant und Exorzist des Bistums Cerignola-Ascoli Satriano. Zudem lehrte Cirulli bis 2011 Biblische Exegese an der Facoltà Teologica Pugliese in Bari. 2012 wurde er Bischofsvikar für die Kultur und erneut Mitglied des Bischofsrates. Seit 2015 war Cirulli zusätzlich Koordinator der Exorzisten der Region Apulien und seit 2016 Generalvikar des Bistums Cerignola-Ascoli Satriano.
Am 14. September 2017 ernannte ihn Papst Franziskus zum Bischof von Teano-Calvi. Der Bischof von Bistum Cerignola-Ascoli Satriano, Luigi Renna, spendete ihm am 7. Dezember desselben Jahres in der Kathedrale von Cerignola die Bischofsweihe. Mitkonsekratoren waren der emeritierte Bischof von Cassano all’Jonio, Nunzio Galantino, und der emeritierte Bischof von Cerignola-Ascoli Satriano, Felice di Molfetta. Die Amtseinführung im Bistum Teano-Calvi fand am 27. Dezember 2017 statt.
Papst Franziskus vereinigte das Bistum Teano-Calvi am 26. Februar 2021 in persona episcopi mit dem Bistum Alife-Caiazzo, zu dessen Bischof Giacomo Cirulli gleichzeitig ernannt wurde. Die Amtseinführung in Alife erfolgte am 14. März desselben Jahres. Eine weitere Vereinigung in persona episcopi verfügte Papst Franziskus am 23. Februar 2023 mit dem Bistum Sessa Aurunca und ernannte Giacomo Cirulli, der das Bistum seit dem 3. Dezember 2022 als Apostolischer Administrator verwaltet hatte, auch zu dessen Bischof, der damit die volle Jurisdiktion über drei Bistümer ausübt. Die Amtseinführung in Sessa Aurunca fand am 19. März 2023 statt.